# Antoine Yvon Villarceau
Antoine-François-Joseph Yvon Villarceau (født 15. januar 1813 i Vendôme, død 23. december 1883 i Paris) var en fransk astronom og matematiker.
Villarceau rejste som Saint-Simonist til Ægypten sammen med Enfantin, men vendte 1837 tilbage til Paris. Han studerede matematik ved École Centrale, ansattes i 1846 ved observatoriet i Paris, blev 1855 medlem af Bureau des longitudes og 1867 medlem af akademiet i Paris. Villarceau har hovedsagelig beskæftiget sig med problemer vedrørende den teoretiske astronomi; således har han fra 1849 i Paris-akademiet meddelt en række afhandlinger vedrørende beregningen af dobbeltstjernebaner. I Annales de l'Observatoire de Paris, bind III (Paris 1857) offentliggjorte han afhandlingen: Détermination des orbites des planètes et des comètes og anvendte sin heri fremstillede metode, der i princippet er den samme, som Laplace havde anvendt i løsningen af det samme problem, til beregning af elementerne for adskillige af de små planeter. Han var den første, der påviste, at d'Arrests komet var periodisk, og den blev fundet igen på Cap efter Villarceaus efemeride. Foruden astronomiske afhandlinger, hvis tal er over 100, har han publiceret enkelte mekaniske, som Arches de ponts (Paris 1882), konstrueret ækvatorialer, meridianinstrumenter, undersøgt gang og kompensation af kronometre (Annales de l'Observatoire, bind VII) og bestemt længden af en hel del punkter i Frankrig i forhold til Paris (bind VIII og IX). Sammen med Aved de Magnac har han skrevet: Nouvelle navigation astronomique (Paris 1877).